# 303省道 (重庆市)
开綦路（又称重庆省道303线、重庆S303）是重庆市境内连接开县至綦江区的省道，线路经由开县、梁平县、垫江县、涪陵区、南川区到达綦江区，全长296公里。